# Ойсея сіроголова
Ойсея сіроголова (Chlamydera cerviniventris) — вид горобцеподібних птахів родини наметникових (Ptilonorhynchidae).

## Поширення
Вид поширений в Австралії та Новій Гвінеї. В Новій Гвінеї вид можна спостерігати в центральній частині півострова Доберай та вздовж усього східного узбережжя від Джаяпури на півночі до Мерауке на півдні, проникаючи вглиб країни на північні схили гір Бісмарка. В Австралії трапляється вздовж північного та північно-східного узбережжя півострова Кейп-Йорк на південь до графства Кук. Мешкає у сухих прибережних лісах з переважанням евкаліпта та чайного дерева як на рівнинах, так і на пагорбах.

## Опис
Птах невеликого розміру (29 см завдовжки, вагою 117—182 г) з пухнастим і масивним зовнішнім виглядом, маленькою округлою головою, коротким, конічним і міцним дзьобом, довгими великими крилами, довгим і тонким квадратним хвостом. У самців на голові є чубчик.
Оперення темно-сірого кольору на голові, спині, крилах і хвості з білими цятками. Груди та живіт помаранчево-коричневі. Дзьоб чорнуватий, ноги чорно-сірі, очі темно-карі.

## Спосіб життя

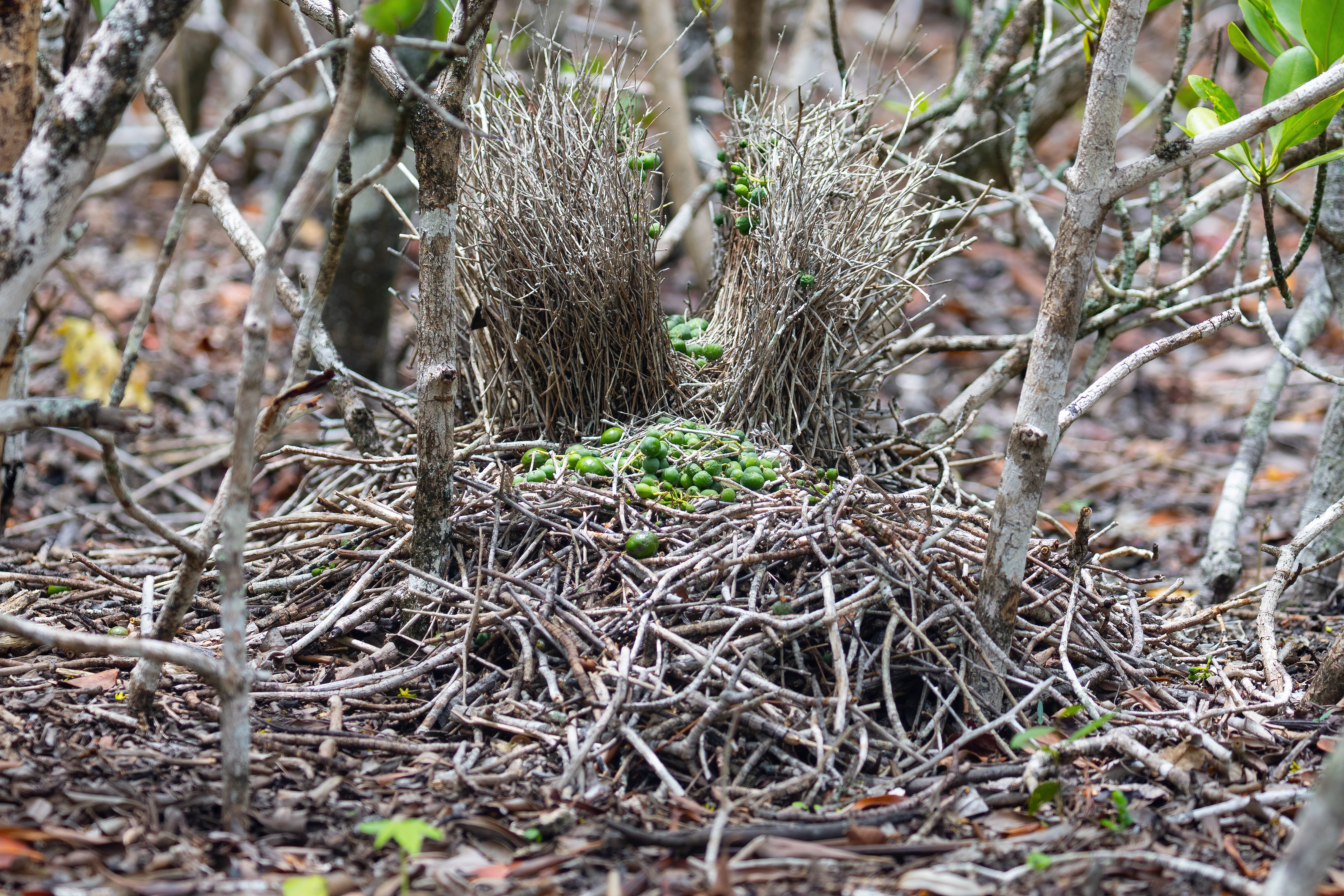
«Весільний намет» ойсеї сіроголової

Трапляється поодинці або невеликими зграями. Проводить більшу частину дня в пошуках їжі, тримаючись переважно на землі. Всеїдний птах: раціон складається з фруктів та дрібних безхребетних.
Може розмножуватися протягом року з піком між вереснем та груднем. Полігамні птахи, самець намагається спаровуватися з якомога більшою кількістю самиць і не цікавиться долею потомства. З початком шлюбного періоду самці займають невелику ділянку лісу, розчищають її від сміття, будують на землі весільний намет, що складається з двох рядів гілочок, посаджених вертикально на землю. Намет прикрашає кольоровими предметами (черепашками, листям, квітами та ягодами). Після того, як робота закінчена, самець розміщується на сусідній гілці, намагаючись привернути увагу самиць своїм співом.
Після спарювання обидві статі розходяться: самець продовжує намагатися залучити потенційних партнерок, тоді як самиця будує гніздо, що має вигляд масивної чашоподібної конструкції з гілочок і переплетених рослинних волокон між гілками дерева або чагарнику. У кладці 1—3 плямистих яєць. Інкубація триває близько двадцяти днів. Пташенята вилітають з гнізда приблизно на трьох тижнях життя, але продовжують залишатися з матір'ю протягом тривалого часу.